# Frédéric Maurice Casimir de La Tour d'Auvergne
Frédéric Maurice Casimir de La Tour d'Auvergne (22 ottobre 1702 – 1º ottobre 1723) titolato Principe di Turenne, era il maggiore dei figli sopravvissuti di Emmanuel Théodose de La Tour d'Auvergne.
Fu per breve tempo genero di Giacomo Luigi Sobieski.

## Biografia
Frédéric Maurice Casimir nascque da Emmanuel Théodose de La Tour d'Auvergne (1668–1730) e dalla sua prima moglie Marie Armande Victoire de La Trémouille. Suo padre era sovrano del Ducato di Bouillon, un piccolo principato nell'attuale Belgio. Secondo fra i loro figli maschi, ricevé il titolo di prince de Turenne alla morte del fratello maggiore (Godefroy Maurice) nel 1705 all'età di appena 3 anni.
Dal 1705, fu il legittimo erede di suo padre. Fidanzato a Maria Karolina Sobieska, figlia di Giacomo Luigi Sobieski, sorella di Maria Clementina Sobieska e nipote di Giovanni III di Polonia, il giovane principe fece un matrimonio per procura a Neuss in Slesia.
Dopo essersi sposato di persona a Strasburgo il 20 settembre, morì durante il viaggio di ritorno e fu sepolto a Münster; la vedova sposò in seguito il fratello minore Charles Godefroy, che, a seguito della morte di Frédéric Maurice Casimir diventò Principe di Turenne.

## Titoli ed appellativi
- 24 ottobre 1702 – 9 gennaio 1705 Sua Altezza il Principe di Bouillon
- 9 gennaio 1705 – 1º ottobre 1723 Sua Altezza il Principe di Turenne

## Ascendenza
|                                                   |                                   |                                  | Genitori                                  |  |  | Nonni |  |  | Bisnonni                                  |  |  | Trisnonni                       |  |
|                                                   |                                   |                                  |                                           |  |  |       |  |  | 8. Frédéric Maurice de La Tour d'Auvergne |  |  | 16. Henri de La Tour d'Auvergne |  |
|                                                   |                                   |                                  |                                           |  |  |       |  |  | 8. Frédéric Maurice de La Tour d'Auvergne |  |  | 16. Henri de La Tour d'Auvergne |  |
|                                                   |                                   | 17. Elisabeth van Oranje-Nassau  |                                           |  |  |       |  |  | 8. Frédéric Maurice de La Tour d'Auvergne |  |  |                                 |  |
| 4. Godefroy Maurice de La Tour d'Auvergne         |                                   |                                  |                                           |  |  |       |  |  | 8. Frédéric Maurice de La Tour d'Auvergne |  |  |                                 |  |
|                                                   |                                   | 9. Éléonore van den Bergh        | 18. Frederik van den Bergh                |  |  |       |  |  |                                           |  |  |                                 |  |
|                                                   |                                   | 9. Éléonore van den Bergh        | 18. Frederik van den Bergh                |  |  |       |  |  |                                           |  |  |                                 |  |
|                                                   |                                   | 9. Éléonore van den Bergh        | 19. Françoise de Ravenel                  |  |  |       |  |  |                                           |  |  |                                 |  |
| 2. Emmanuel Théodose de La Tour d'Auvergne        |                                   | 9. Éléonore van den Bergh        |                                           |  |  |       |  |  |                                           |  |  |                                 |  |
|                                                   |                                   | 10. Michele Lorenzo Mancini      | 20. Paolo Lucio Mancini                   |  |  |       |  |  |                                           |  |  |                                 |  |
|                                                   |                                   | 10. Michele Lorenzo Mancini      | 20. Paolo Lucio Mancini                   |  |  |       |  |  |                                           |  |  |                                 |  |
|                                                   |                                   | 10. Michele Lorenzo Mancini      | 21. Vittoria Capocci                      |  |  |       |  |  |                                           |  |  |                                 |  |
| 5. Maria Anna Mancini                             |                                   | 10. Michele Lorenzo Mancini      |                                           |  |  |       |  |  |                                           |  |  |                                 |  |
|                                                   |                                   | 11. Girolama Mazzarini           | 22. Pietro Mazzarino                      |  |  |       |  |  |                                           |  |  |                                 |  |
|                                                   |                                   | 11. Girolama Mazzarini           | 22. Pietro Mazzarino                      |  |  |       |  |  |                                           |  |  |                                 |  |
|                                                   |                                   | 11. Girolama Mazzarini           | 23. Ortensia Bufalini                     |  |  |       |  |  |                                           |  |  |                                 |  |
| 1. Frédéric Maurice Casimir de La Tour d'Auvergne |                                   | 11. Girolama Mazzarini           |                                           |  |  |       |  |  |                                           |  |  |                                 |  |
|                                                   | 12. Henri Charles de La Trémoille | 24. Henri de La Trémoille        |                                           |  |  |       |  |  |                                           |  |  |                                 |  |
|                                                   | 12. Henri Charles de La Trémoille | 24. Henri de La Trémoille        |                                           |  |  |       |  |  |                                           |  |  |                                 |  |
|                                                   | 12. Henri Charles de La Trémoille | 25. Marie de La Tour d'Auvergne  |                                           |  |  |       |  |  |                                           |  |  |                                 |  |
| 6. Charles Belgique Hollande de La Trémoille      | 12. Henri Charles de La Trémoille |                                  |                                           |  |  |       |  |  |                                           |  |  |                                 |  |
|                                                   |                                   | 13. Emilie von Hessen-Kassel     | 26. Wilhelm V von Hessen-Kassel           |  |  |       |  |  |                                           |  |  |                                 |  |
|                                                   |                                   | 13. Emilie von Hessen-Kassel     | 26. Wilhelm V von Hessen-Kassel           |  |  |       |  |  |                                           |  |  |                                 |  |
|                                                   |                                   | 13. Emilie von Hessen-Kassel     | 27. Amalie Elisabeth von Hanau-Münzenberg |  |  |       |  |  |                                           |  |  |                                 |  |
| 3. Marie Armande de La Trémoille                  |                                   | 13. Emilie von Hessen-Kassel     |                                           |  |  |       |  |  |                                           |  |  |                                 |  |
|                                                   |                                   | 14. Charles III de Créquy        | 28. Charles II de Créquy                  |  |  |       |  |  |                                           |  |  |                                 |  |
|                                                   |                                   | 14. Charles III de Créquy        | 28. Charles II de Créquy                  |  |  |       |  |  |                                           |  |  |                                 |  |
|                                                   |                                   | 14. Charles III de Créquy        | 29. Anne de Grimoard de Beauvoir          |  |  |       |  |  |                                           |  |  |                                 |  |
| 7. Madeleine Marguerite de Créquy                 |                                   | 14. Charles III de Créquy        |                                           |  |  |       |  |  |                                           |  |  |                                 |  |
|                                                   |                                   | 15. Anne-Armande de Saint-Gelais | 30. Gilles de Saint-Gelais                |  |  |       |  |  |                                           |  |  |                                 |  |
|                                                   |                                   | 15. Anne-Armande de Saint-Gelais | 30. Gilles de Saint-Gelais                |  |  |       |  |  |                                           |  |  |                                 |  |
|                                                   |                                   | 15. Anne-Armande de Saint-Gelais | 31. Marie de La Vallée-Fossez             |  |  |       |  |  |                                           |  |  |                                 |  |
|                                                   |                                   | 15. Anne-Armande de Saint-Gelais |                                           |  |  |       |  |  |                                           |  |  |                                 |  |